# Bach, Blech und Blues
bach, blech & blues ist ein deutsches Blechbläserensemble aus Karlsruhe.

## Geschichte
Hervorgegangen 1989 aus der Jungen Deutschen Philharmonie ist das Ensemble mittlerweile seit 1991 eigenständig. Anfängliche Unterstützung erhielt bach, blech & blues von der Deutschen Ensemble Akademie Frankfurt, in der auch die Junge Deutsche Philharmonie und das Ensemble Modern beheimatet sind.
Seit 2011 hat das Ensemble seinen Sitz in Karlsruhe. Die Musiker von bach, blech & blues sind Profimusiker in deutschen Sinfonie- und Opernorchestern.

## Stil
Hauptmerkmal von bach, blech & blues ist die Verschmelzung und Verknüpfung von verschiedenen Musikstilen. Das Repertoire reicht von – aus Sicht der historischen Aufführungspraxis inspirierten – Renaissance- und Barockmusik über die zeitgenössische Musik bis hin zum Jazz im BigBand-Stil.
Dabei hat bach, blech & blues mit diversen Solisten der internationalen Jazzszene wie Ack van Rooyen, Till Brönner, Markus Stockhausen, Kenny Wheeler, Adrian Mears, Daniel Schnyder zusammengearbeitet. Hierfür sind zahlreiche Kompositionen in Auftrag gegeben worden, die unter anderem von Florian Ross, Simon Stockhausen, Jörg Achim Keller, Frank Reinshagen, John Hollenbeck oder Ingo Luis für bach, blech & blues geschrieben wurden.
Auf dem Gebiet der sogenannten Alten Musik hat sich bach, blech & blues durch die Zusammenarbeit mit Spezialisten der Szene wie Roland Wilson oder Edward H. Tarr weiterentwickelt, für die sogenannte Neue Musik schrieben unter anderem Komponisten wie Harald Genzmer oder Enjott Schneider Auftragswerke für bach, blech & blues.
Darüber hinaus schreiben auch Musiker des Ensembles wie Till Fabian Weser oder Heinrich Gölzenleuchter eigene Kompositionen und Arrangements für das Ensemble.
Die Auftragswerke sind teilweise in der edition bach, blech & blues beim gecko verlag köln bamberg verlegt.

## Musiker

### Trompeten
Laura Vukobratovic, Rudolf Mahni, Volker Siepelt, Till Fabian Weser, Daniel Grieshammer

### Hörner
Frank Bechtel, Hubert Pilstl

### Posaunen
Angelika Frei, Hubert Mayer, Stefan Schmitz, Heinrich Gölzenleuchter

### Tuba
Hellmut Karg

## Tonträger
- CD 1 1993 "bach, blech & blues, kammermusik für blechbläser"
- CD 2 1996 "Brass Festival" bei Arte Nova / BMG
- CD 3 1997 "Triptychon" bei Berlin Classics
- CD 4 2004 "Schütz und Gabrieli" bei rondeau
- CD 5 2006 "Klangwelten" mit dem Windsbacher Knabenchor bei rondeau